# Ulysse sur l'île des Phéaciens
Ulysse sur l'île des Phéaciens (en italien, Ulisse sull'isola di Circe) est une peinture mythologique réalisée par Pierre Paul Rubens autour de 1630-1635. Son objet est Ulysse en Schérie. Le tableau se trouve dans la Galerie Palatine du Palais Pitti à Florence.

## Histoire
L'œuvre a été enregistrée la première fois en 1677 dans la collection du duc de Richelieu comme étant une vue de la ville de Cadix. Elle passa ensuite dans les collections des Habsbourg et arriva à Florence en 1765. Elle a été emportée à Paris par les troupes napoléoniennes entre mars et avril 1799 et est restée en France jusqu'en 1815. 